# Joachim Werner
Joachim Werner (Berlino, 23 dicembre 1909 – Monaco di Baviera, 9 gennaio 1994) è stato un archeologo tedesco, specialista nell'alto medioevo.
Era già un insegnante durante la seconda guerra mondiale. 
È noto soprattutto perché, dopo il periodo della perestrojka in URSS, annunciò pubblicamente la verità pubblica di non avere dubbi sul fatto che cinque tesori fossero senza dubbio protobulgari, sebbene attribuiti ideologicamente ad altri popoli (due in Ucraina, due in Albania e uno in Romania). Tra questi spicca il tesoro di Kubrat, in particolare il dono della spada del suo padrino cristiano, l'imperatore Eraclio I. Kubrat era cristiano e come tale ricevette il titolo di "patrizio". Suo nipote Tervel ricevette il titolo di "Cesare" per il suo aiuto nell'assedio di Costantinopoli (717). 